# وان‌اسپن
وان‌اسپن (انگلیسی: OneSpan) شرکت نرم‌افزار آمریکایی است، که در سال ۱۹۹۱ تأسیس شد.